# Dissorophidae
Dissorophidae – rodzina wymarłych płazów z rzędu Temnospondyli. Żyły one w późnym pensylwanie i wczesnym permie na lądach dziś znanych jako Europa i Ameryka Północna. Mimo że zalicza się je do płazów, dobrze przystosowały się do środowiska lądowego, wykształcając dobrze rozwinięte kończyny, solidne kręgi, a także rząd płyt na grzbiecie chroniący zwierzę i wzmacniający kręgosłup.
Dobrze znany rodzaj stanowi Cacops, przysadziste solidnie zbudowane zwierzę z wczesnego permu (artinsk) z Teksasu. Miał on względnie dużą głowę i wspomniany już rząd  płyt na grzbiecie. Bardzo podobny, ale nieco większy i bardziej wyspecjalizowany był Platyhystrix, którego skamieniałości znaleziono w Utah, Kolorado i Nowym Meksyku. Nosił on na grzbiecie żagiel z płyt.
Nie wszystkie zwierzęta z tej grupy były przysadzistymi dużogłowymi stworzeniami. Fayella z późnego artinska z Oklahomy posiadała lekką budowę i długie łapy. To raczej prędkość, a nie ochronne płyty chroniły ją przed drapieżnikami.
Wiele spokrewnionych form wydaje się być bardziej wodnymi, pochodzą z późnego permu (dzisiejsza Rosja), a nawet wczesnego triasu z Gondwany.
Zasugerowano, że stworzenia te mogły być blisko spokrewnione z przodkami dzisiejszych żab, za formy pośrednie uchodzą takie zwierzęta, jak Doleserpeton.

## Rodzaje
- †Alegeinosaurus
- †Amphibamus
- †Arkanserpeton
- †Aspidosaurus
- †Astreptorhachis
- †Brevidorsum
- †Broiliellus
- †Cacops
- †Conjunctio
- †Dissorophus
- †Ecolsonia
- †Fayella
- †Iratusaurus
- †Kamacops
- †Longiscitula
- †Micropholis
- †Platyhystrix
- †Zygosaurus